# Zema
Zema  (лат.) — род полужесткокрылых насекомых из семейства Tropiduchidae (Fulgoroidea). 2 вида. Южная Азия: Китай, Непал. Длина тела от 5,0 до 7,5 мм (длина крыльев от 4,8 до 6,5 мм). Общая окраска от землянистой до коричневой с чёрными отметинами. Отличаются тремя килями на лбу.
Автор описания рода (Fennah, 1956) сближал его с родами Cixiopsis Matsumura, Duriopsis Melichar, Olontheus Jacobi, Ommatissus Fieber и Padanda Distant. В ревизии 1982 года (Fennah, 1982) Zema был включён в трибу Cixiopsini, вместе с родами Cixiopsis, Duriopsis, Padanda и Olontheus
- Zema gressitti Fennah, 1956 — Китай, Непал[1]
- Zema montana Wang and Liang, 2007 — Китай[3]